# الغواصة الألمانية يو-1227
غواصة يو-1227 غواصة يو بوت ألمانية من الفئة التاسعة سي/40 بنيت لسلاح بحرية ألمانيا النازية كريغسمارينه، في أحواض دويتشه ويرفت في بريمن خلال الحرب العالمية الثانية.